# چنارطلا
چنارطلا (به ترکی آذربایجانی: Çinartala) یک منطقه مسکونی در جمهوری آذربایجان است که در شهرستان خاچماز واقع شده‌است.